# Henry Wellcome
Henry Wellcome (né le 21 août 1853, mort le 25 juillet 1936) est un industriel en pharmacie britannique, né aux États-Unis. Il est à l'origine du Wellcome Trust, une des plus riches fondations mondiales en médecine.
Il a connu un grand succès avec son entreprise pharmaceutique. Il est le premier à vendre des médicaments sous forme de tablettes en Grande-Bretagne, et à distribuer des échantillons comme technique de publicité. 
Il commence très tôt à collectionner livres et artefacts ayant trait à l'histoire des sciences, mais ce n'est qu'à partir des années 1900 que cette passion prend une véritable ampleur. Dans les années 1920, son budget d'acquisition annuel consacré à sa collection était supérieur à celui du British Museum. À sa mort et suivant sa volonté, une fondation est créée pour « œuvrer à la santé des humains et des animaux », avec comme dotation l'ensemble des actions de son entreprise, ainsi que la Wellcome Collection, qui conserve tous les objets et toutes les œuvres qu'il a collectionnés au cours de ses voyages.